# Sémeries
Sémeries és un municipi francès, situat a la regió dels Alts de França, al departament del Nord. L'any 2006 tenia 519 habitants. Administrativament formà part de l'Avesnois, geològicament de la regió de les Ardenes, històricament de l'Hainaut i els seus paisatges formen part de la Thiérache.
Es troba a 100 km de Lilla, Brussel·les o Reims (Marne), a 45 km de Valenciennes, Mons (B) o Charleroi (B) i a 7 km d'Avesnes-sur-Helpe. Limita amb els municipis d'Avesnelles, Étrœungt, Felleries, Flaumont-Waudrechies, Rainsars, Ramousies i Sains-du-Nord.

## Demografia
| Evolució de la població |      |      |      |      |      |      |      |      |
| 1793                    | 1800 | 1806 | 1821 | 1831 | 1836 | 1841 | 1846 | 1851 |
| -                       | -    | -    | -    | -    | -    | -    | -    | -    |

| 1856 | 1861 | 1866 | 1872 | 1876 | 1881 | 1886 | 1891 | 1896 |
| ---- | ---- | ---- | ---- | ---- | ---- | ---- | ---- | ---- |
| -    | -    | -    | -    | -    | -    | -    | -    | 681  |

| 1901 | 1906 | 1911 | 1921 | 1926 | 1931 | 1936 | 1946 | 1954 |
| ---- | ---- | ---- | ---- | ---- | ---- | ---- | ---- | ---- |
| 659  | 642  | 635  | 624  | 613  | 591  | 578  | 585  | 605  |

| 1962 | 1968 | 1975 | 1982 | 1990 | 1999 | 2006 | 2011 | 2016 |
| ---- | ---- | ---- | ---- | ---- | ---- | ---- | ---- | ---- |
| 572  | 542  | 542  | 529  | 579  | 540  | -    | -    | -    |

| 2019 | - | - | - | - | - | - | - | - |
| ---- | - | - | - | - | - | - | - | - |
| -    | - | - | - | - | - | - | - | - |

## Administració
| Període   | Identitat            | Partit |
| --------- | -------------------- | ------ |
| 1947-1953 | Maurice Fauconnier   |        |
| 1953-1965 | Maurice Noel         |        |
| 1965-1995 | Hubert Gravez        |        |
| 1995-2008 | Raymond Lebecq       |        |
| 2008-     | Jean-Luc Defroidmont |        |